# Calcodes nagaii
Calcodes nagaii là một loài bọ cánh cứng trong họ Lucanidae. Loài này được Ikeda mô tả khoa học năm 1996.